# アレクサンダル・カラジョルジェヴィチ (1982-)
アレクサンダル・カラジョルジェヴィチ（セルビア語:Александар Карађорђевић, 1982年1月15日 - ）は、ユーゴスラビアの元王太子アレクサンダル2世とその最初の妻マリア・ダ・グロリア（ペトロポリス系ブラジル帝位請求者ペドロ・ガスタンの娘）の三男。「ユーゴスラビア王子」の称号を持つ。
アメリカ合衆国のヴァージニア州フェアファックスで生まれた。フィリップ王子とは双子で、アレクサンダルの方が弟である。ユーゴスラビア王位継承権は長兄ペータル、次兄フィリップ、フィリップの子ステファンに次いで第4位。洗礼の代父母はスペイン王妃ソフィア、ギリシャ王コンスタンティノス2世、カラブリア公爵夫人アンヌが務めた。1984年までヴァージニア州で暮らした後、兄たちとともにロンドンの学校に入った。2000年6月、カンタベリーのキングズ・スクールを卒業した。アレクサンダルは2004年、サンフランシスコ大学でメディア学およびコミュニケーション学の人文学位を取得している。アレクサンダルはまた別の合衆国内にある大学で広告学を専攻し、美術修士号をも取得した。アレクサンダルは現在、カリフォルニア州のインターネット電子出版社に勤務している。
2001年7月17日、ユーゴスラビア王家はベオグラードの旧王宮に帰還した。
| 上位 ステファン ユーゴスラビア王子 | 〈名目上〉ユーゴスラビア王位継承権者 継承順位第4位                   | 下位 ニコラ ユーゴスラビア王子 |
| 上位 ステファン ユーゴスラビア王子 | イギリス王位継承順位 継承順位第99位 他の英連邦王国の王位継承権も同様 | 下位 ニコラ ユーゴスラビア王子 |